# Angus Graham, 7.º Duque de Montrose
James Angus Graham, 7.º Duque de Montrose (2 de maio de 1907 - 10 de fevereiro de 1992), foi Conde de Kincardine até 1925 e Marquês de Graham entre 1925 e 1954, foi um político, agricultor e aristocrata escocês nascido na Rodésia. Foi Ministro da Agricultura no governo rodesiano de Ian Smith e, em 1965, foi signatário da Declaração Unilateral de Independência da Rodésia.

## Biografia
Nasceu em 1907, filho de James Graham, 6.º Duque, e de Mary Louise, filha única de William Douglas Hamilton, 12.º Duque de Hamilton. O seu primo era o Coronel Sir Donald Cameron de Lochiel, um proeminente soldado das Terras Altas e chefe do Clã Cameron.
Como Marquês de Graham, o Duque foi educado em Eton e Christ Church, Oxford. O Marquês de Graham completou três anos em Oxford e licenciou-se em Artes. Lorde Graham (como era na altura) foi pela primeira vez para a Rodésia do Sul em 1930, onde possuía um rancho de gado.. 
Em 1939, quando se encontrava de férias em Inglaterra, foi declarada a Segunda Guerra Mundial com a Alemanha. Alistou-se no Almirante Comandante das Reservas e foi nomeado Tenente da Reserva Naval Real. Integrou o HMS Kandahar, fazendo parte da flotilha de Lorde Louis Mountbatten no Mar do Norte e nas evacuações de Creta e da Grécia após a invasão alemã da Grécia.
Em 20 de janeiro de 1954 herdou os títulos do seu pai e tornou-se o 7.º Duque de Montrose, ocupando o seu lugar na Câmara dos Lordes em 25 de junho de 1957. 
Fez viagens de caça no Quénia, onde conheceu a sua segunda mulher, Susan Semple. A família vivia na Derry Farm em Nyabira, nos arredores de Salisbury, onde as culturas incluíam milho e tabaco. Foi criada uma coudelaria de gado Brahman com pedigree, depois de ter importado gado do Texas.
Montrose era um defensor intransigente da separação racial na Rodésia e membro do Partido do Domínio da Rodésia. Foi um dos fundadores da Frente Rodesiana, que ajudou a financiar. Após a Declaração Unilateral de Independência da Rodésia, Montrose fez parte do Governo como Ministro da Agricultura e, mais tarde, como Ministro da Defesa e dos Negócios Estrangeiros. Durante o seu mandato como Ministro da Agricultura, foi promulgada a Lei da Posse da Terra de 1969, que reservava 45 milhões de acres de terra para a propriedade branca (reduzidos de 49 milhões de acres) e reservava outros 45 milhões de acres para a propriedade negra, introduzindo teoricamente a paridade; no entanto, as terras agrícolas mais férteis continuaram a ser incluídas na parte branca.
Apesar de, num artigo publicado na revista Illustrated Life Rhodesia em meados da década de 1970, Montrose ter indicado que via a sua família permanecer na Rodésia para as gerações futuras, ele e a sua família mudaram-se para Natal, na África do Sul, em 1979, e depois para Kinross, na Escócia, onde passou os seus últimos dias.
Falava gaélico e gostava muito das Terras Altas e das Ilhas da Escócia. Foi enterrado no cemitério da família, perto de Loch Lomond.

## Casamento e descendência
Graham foi casado pela primeira vez com Isabel Veronia Sellar e teve filhos, ambos nascidos na Rodésia do Sul:
- Fiona Mary Graham (1932-2017);[14] casou, em 1966, com Peter Alexander O'Brien Hannon e teve filhos;
- James Graham, 8.º Duque de Montrose (nascido em 1935 na Rodésia do Sul); casou em 1970 com Catherine Elizabeth MacDonell Young e teve filhos;

Casou, em segundas núpcias, com Susan Mary Joclyn Semple do Quénia e teve filhos:
- Cairistiona Anne Graham, nascida em 1955; frequentou a Girls High School Salisbury na Rodésia, casou com Philip Patrick Saggers da Austrália em 1982 e teve filhos;
- Donald Alasdair Graham (nascido em 1956); casou em 1981 com Bridie Donalda Elspeth Cameron, da Ilha Negra, e tem filhos;
- Calum Ian Graham; casou em 1991 com Catherine Beatrice Fraser-Mackenzie (falecida em 2008). Casou, em segundas núpcias, com Estelle Baynes, nascida Parry de Winton, em 3 de agosto de 2013[15] e teve três filhos com a sua primeira mulher;
- Lilias Catriona Maighearad Graham, casou com Jonathan Dillon Bell de Wellington, Nova Zelândia, e tem filhos.